# El Espíritu del Vino 20 Anniversary Edition. Gran Reserva
El Espíritu del Vino 20 Anniversary Edition. Gran Reserva, es un álbum recopilatorio del grupo Héroes del Silencio en formato CD y DVD lanzado en 2012 por EMI con motivo del 20° aniversario de la publicación del tercer disco en estudio del grupo: El Espíritu del Vino.
El CD contiene las canciones originales pero remezcladas para la ocasión por Dani Alcover.
El DVD incluye un concierto acústico de MTV Latinoamérica grabado en 1996 además de imágenes de la grabación, promoción y gira. Estas imágenes fueron grabadas en su día por Juan Valdivia y Joaquín Cardiel y nunca antes habían sido publicadas.
Además se incluye un libreto con las letras en castellano, inglés y fotografías inéditas del grupo.

## CD
Todos los temas compuestos por E. Bunbury/J. Valdivia/P. Andreu/J. Cardiel.
| #   | Canción                                       |
| --- | --------------------------------------------- |
| 1.  | "Nuestros nombres" (2012 Remaster)            |
| 2.  | "Tesoro" (2012 Remaster)                      |
| 3.  | "Los placeres de la pobreza" (2012 Remaster)  |
| 4.  | "La herida" (2012 Remaster)                   |
| 5.  | "La sirena varada" (2012 Remaster)            |
| 6.  | "La apariencia no es sincera" (2012 Remaster) |
| 7.  | "Z" (2012 Remaster)                           |
| 8.  | "Culpable" (2012 Remaster)                    |
| 9.  | "El camino del exceso" (2012 Remaster)        |
| 10. | "Flor de loto" (2012 Remaster)                |
| 11. | "El refugio interior" (2012 Remaster)         |
| 12. | "Sangre hirviendo" (2012 Remaster)            |
| 13. | "Tumbas de sal" (2012 Remaster)               |
| 14. | "Bendecida 2" (2012 Remaster)                 |
| 15. | "Bendecida" (2012 Remaster)                   |
| 16. | "La alacena" (2012 Remaster)                  |

## DVD
| #  | Título                                               |
| -- | ---------------------------------------------------- |
| 1. | "El estanque"                                        |
| 2. | "Deshacer el mundo"                                  |
| 3. | "Maldito duende"                                     |
| 4. | "La carta"                                           |
| 5. | "La sirena varada"                                   |
| 6. | "El espíritu del vino" (Grabación, promoción y gira) |

## Personal[2]
- Dani Alcover - Remezcla.
- Phil Manzanera - Producción original.
- Kike Gallego - Jefe de producción.
- Estudio Pedro Delgado - Diseño.